# Beyond the Forest
Beyond The Forest és una pel·lícula estatunidenca dirigida per King Vidor i estrenada l'any 1949.

## Argument
Avorrida de la seua vida en una petita població industrial de Wisconsin i decidida a convertir-se en l'esposa de Neil Latimer (David Brian), un industrial de Chicago que posseeix un pavelló de caça a prop del seu poble, Rosa Moline (Bette Davis) es lamenta davant el seu marit, el doctor Lewis Moline (Joseph Cotten), que necessita unes vacances que l'allunyin de l'avorriment. Com que Lewis no pot pagar el viatge a Chicago, ella intimida els seus pacients perquè paguin el que li deuen des de fa temps per les seues visites. Enfurismat amb ella, Lewis li dona els pocs dòlars que els seus pacients han aconseguit pagar i li diu que marxi per a no tornar mai més. Es troba amb Latimer a Chicago, però aquest la rebutja i li diu que planeja casar-se amb una dona de l'alta societat. En tornar a casa al costat de Lewis, el qual la perdona, Rosa torna a fer la seva vida rutinària fins que Neil es presenta inesperadament i li comunica que ha canviat de parer i que ara vol que es divorciï de Lewis i és gairebé amb ell. El guardià del pavelló de caça de Neil, Moose (Minor Watson), escolta aquesta conversa i amenaça a Rosa dient-li que pensa revelar a Neil que està embarassada. Tement que Neil no vulgui saber res d'ella si sap que serà mare, Rosa mata a Moose durant una cacera. Després que el jurat considera que aquesta mort ha estat accidental Rosa li diu a Lewis que el deixarà per anar-se'n amb Neil. Lewis li prohibeix anar-se'n abans que neixi el nadó. Amb l'esperança que ell accedeixi a practicar-li una operació il·legal, Rosa li explica que la mort de Moose va ser un assassinat i no pas un accident, però Lewis es manté inflexible i insisteix que Rosa tingui el nadó. Per a provocar-se un avortament, salta des d'un terraplè de la carretera i perd el nen, però se li declara una peritonitis. En ple deliri causat per la febre, abandona el llit i es vesteix, disposada a prendre el tren de les nou per a Chicago. Camina trontollant cap a l'estació, però es desploma sense vida abans que Lewis, avisat per la serventa (Dona Drake), aconsegueixi arribar al seu costat. El tren de les nou surt veloçment cap a Chicago sense la jove que tan decidida estava a viatjar-hi.

## Crítica
- "Després de 18 anys i dos Oscars, Bette Davis celebra el seu penós i delirant comiat de la Warner Brothers amb Beyond the Forest, un desgraciat final per a la seua brillant carrera en aquests estudis. (...) Pel que fa a història desenfrenada i exagerat histrionisme, la cosa ultrapassa tots els límits. Cap caricaturista de club nocturn ha fet mai una imitació dels tics de la Davis tan cruel com la que Bette fa de si mateixa en aquest film. (...) Proveïda d'una perruca negra, com si fos Dràcula, Bette assumeix entre ganyotes el paper d'una dona neuròtica d'una petita ciutat i aconsegueix crear la que és probablement la "heroïna" més desagradable mai presentada a la pantalla. Aquesta noia és una bruixa en tots els sentits possibles ... És obvi que va admetre pocs consells de King Vidor, un director ben conegut per la seva mesura. I la resta del repartiment -tots ells bons actors- semblen tan atordits per les extravagàncies de l'estrella que fan l'efecte d'observar-ho tot des de la barrera."[2]
- "En aquesta versió de Madame Bovary, ambientada en l'Oest Mitjà i alimentada amb blat de moro, la reina de la Warner -amb cabells engominats, pestanyes postisses, una màscara per rostre i un caminar a base de remenar els malucs de forma que avergonyirien qualsevol ballarina de pa sucat amb oli- fa el paper de la dona desgraciada, egoista, insatisfeta i pràcticament psicopàtica d'un pobre metge rural de Wisconsin. Importuna, roba, enganya i és, en conjunt, una dona perduda que comet adulteri, un avortament i un assassinat premeditat en el seu foll desig de fugir de la monotonia d'una petita població i traslladar-se a Chicago ... Tot l'assumpte és massa espès com per a resultar plausible, massa artificial com per a ésser convincent i massa obvi en cada moment de la seua totalment previsible línia argumental. En resum, ofereix un cert excés en tot el que toca ... amb la passió envaint tota la pantalla."[3]

## Repartiment
- Bette Davis
- Joseph Cotten
- David Brian
- Ruth Roman
- Minor Watson
- Dona Drake
- Regis Toomey
- Sarah Selby
- Mary Servoss
- Frances Charles
- Harry Tyler
- Ralph Littlefield
- Creighton Hale
- Joel Allen
- Ann Doran[1]

## Curiositats
- En algunes àrees dels Estats Units, l'escena en què Rosa salta d'un terraplè per provocar-se un avortament va ésser suprimida.
- Bette Davis va demanar als estudis cinematogràfics que la substituïssin per Virginia Mayo amb aquesta frase: "Ella és bona en aquesta mena de papers".
- Bette Davis fou tan infeliç per haver estat assignada com a protagonista en aquesta pel·lícula que amenaçà Jack L. Warner amb abandonar el film a la meitat del rodatge. Com a conseqüència, la Warner Bros. es va veure obligada a cancel·lar el seu contracte amb ella i Bette Davis va acabar el rodatge de la pel·lícula posant fi a 18 anys de pertinença a la companyia.[4]

## Premis i nominacions

### Nominacions
- 1950. Oscar a la millor banda sonora per Max Steiner